# Samengestelde stof
Een samengestelde stof of chemische verbinding is een stof die wordt gevormd door de chemische binding tussen de atomen van twee of meer chemische elementen. 
In een chemische verbinding komen de samenstellende elementen in een vaste verhouding voor. Deze verhouding wordt weergegeven met de molecuulformule of met de verhoudingsformule. Zo wordt water, waarvan een individueel molecuul bestaat uit twee waterstofatomen en één zuurstofatoom, weergegeven met de brutoformule H2O. De meeste scheikundige stoffen zijn samengesteld uit atomen van verschillende elementen. Stoffen die bestaan uit één soort atoom zijn enkelvoudige stoffen.
Er zijn twee soorten interacties mogelijk, waardoor de atomen in een samengestelde stof bij elkaar gehouden worden, de covalente binding, zoals tussen de twee koolstofatomen in ethanol, en een ionaire binding, zoals die tussen een natrium- en een chloorion in natriumchloride.
Covalente chemische bindingen vormen moleculen, ionaire chemische bindingen vormen een kristalrooster. Daarnaast vormen sommige covalente chemische bindingen ook kristalroosters, de covalente netwerken, zoals siliciumdioxide (kwarts).

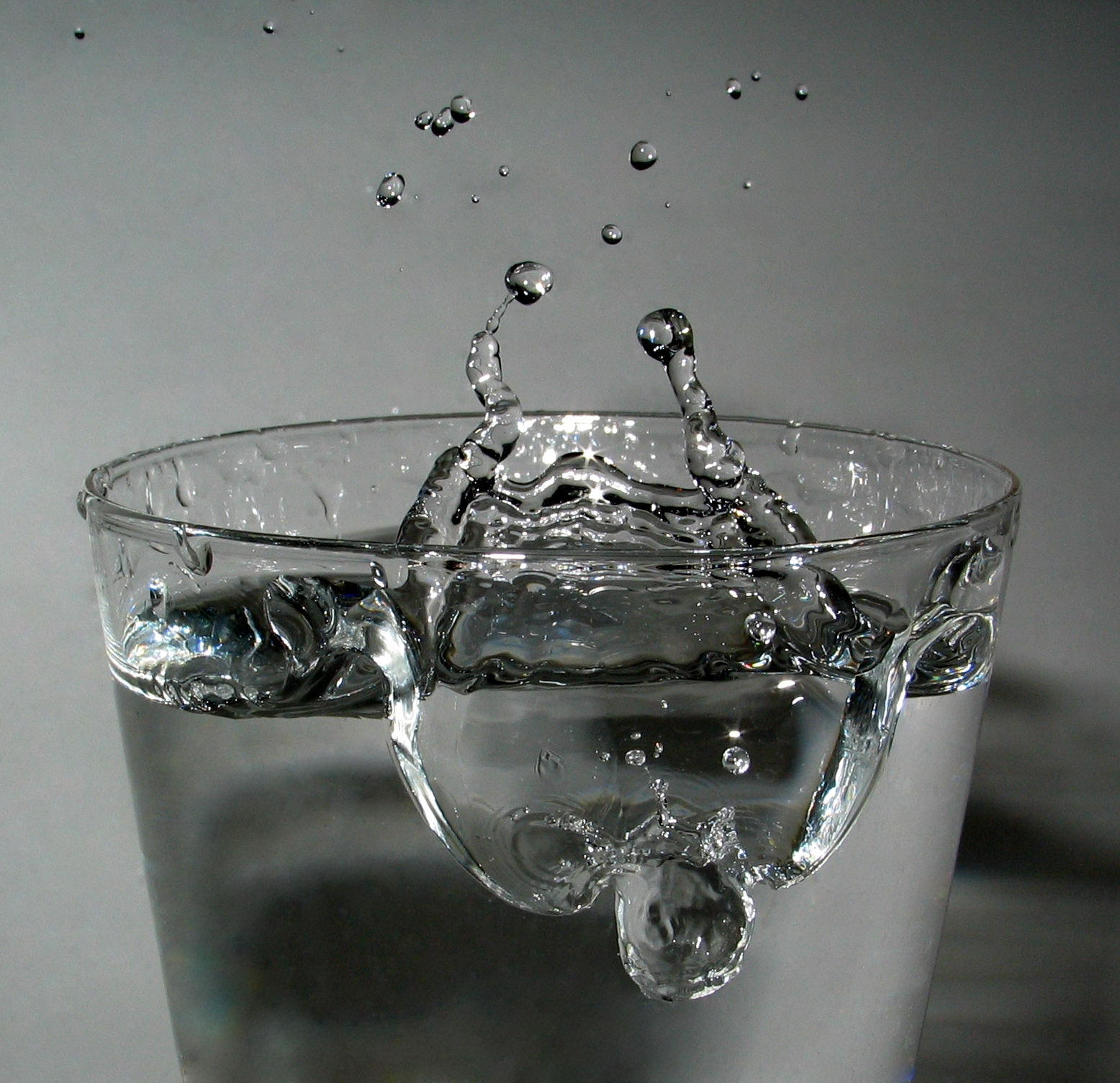
Water is een onder standaardomstandigheden vloeibare samengestelde stof, opgebouwd uit waterstof- en zuurstofatomen
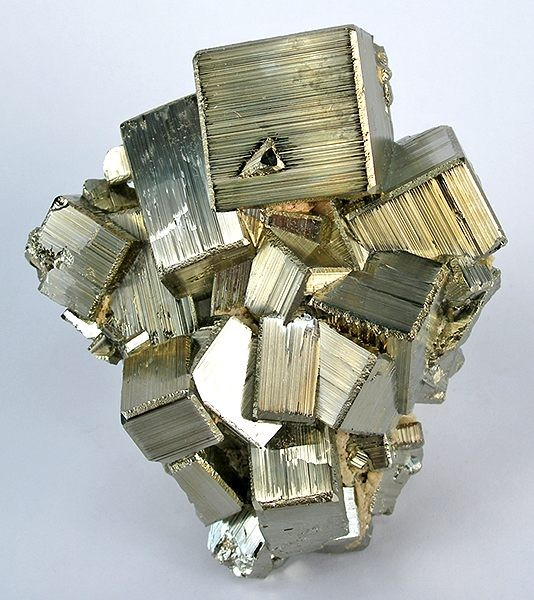
Pyriet is een minerale samengestelde stof, opgebouwd uit ijzer- en zwavelionen